# 移剌买奴
移剌买奴（1196年—1235年），蒙古帝国将领，契丹族，移剌氏（耶律氏），定居霸州（今河北霸州市）。
移剌买奴随父亲移剌捏兒归降蒙古，跟从征战。承袭父职担任高州（治今内蒙古赤峰市东北）等处达鲁花赤，兼征行万户。1230年，窝阔台汗命他参与攻打高丽王国，攻克龙州、云州、宜州、泰州等十余城。1233年，参与攻打东夏蒲鲜万奴。再参与攻克兴州（今河北省承德市）。1235年，再征高丽，攻入王京（今朝鲜开城），攻克西京（今朝鲜平壤）。回军后，加镇国上将军、征东大元帅，不久去世，追封兴国公，谥显懿。其子移剌元臣。